# Cesura
La cesura è la denominazione che in metrica definisce ogni demarcazione ritmica statisticamente significativa all'interno di un verso sufficientemente lungo, di cui delimita gli emistichi.

## Etimologia
La parola deriva dal sostantivo latino caesura, "taglio", deverbativo da caedo, "taglio". Tale termine è traduzione del corrispondente greco τομή, a sua volta deverbativo di τέμνω. In italiano il termine generico che indica la qualunque demarcazione interna a un verso è incisione. La parola "cesura" indica invece le incisioni che la tradizione poetica ha reso statisticamente costanti, o meglio canoniche.

## Definizione
(Dante, Divina Commedia, If, I, 1-2)
I due endecasillabi citati esemplificano un caso di verso con cesura: tra le possibili interruzioni della catena sillabica che forma il verso, l'endecasillabo predilige quella dopo l'accento di sesta posizione (primo verso) o di quarta (secondo verso):
nel-méz-zo-del-cam-mín || di-nó-stra-ví-ta
mi-ri-tro-vái || pe-r_u-na sél-va_o-scú-ra
Questo esempio evidenzia un'altra caratteristica: la cesura è un luogo ritmico, corrispondente a una fine di parola che normalmente ma non obbligatoriamente corrisponde a un qualche tipo di pausa sintattica: nel caso dei versi di esempio per quanto vi sia una finale di parola tra "del" e "cammin", e tra "una" e "selva", la lettura ad alta voce del verso rende conto della natura proclitica di preposizione e articolo togliendo ogni dubbio sulla posizione effettiva delle cesure.

## Origine
La cesura  deriva certamente dalla pratica orale e formulare della recitazione poetica: essa permette infatti di suddividere versi lunghi in grado di contenere pensieri compiuti in emistichi facilmente riempibili con forme ricorrenti e funzionali alla recitazione. Se il padre della poesia occidentale è Omero i poemi a lui attribuiti non sono certo sua invenzione originale, ma frutto versatile e funzionale di una secolare esperienza di elaborazione di cui il cantore cieco non è che il vertice. 
La metrica classica ha poi codificato in dottrina quanto la pratica aveva elaborato e nel corso dei secoli, perdendosi gradatamente la produzione orale della poesia, la distinzione tonale dell'accento e la distinzione quantitativa delle vocali e delle sillabe, cristallizzò in leggi sempre più rigide la disposizione delle parole e delle cesure. Il gran numero di versi tramandatici dall'antichità ha comunque permesso di seguire statisticamente tale processo.

## Classificazione dei versi in base alla cesura
I versi possono suddividersi in tre gruppi sulla base del comportamento delle loro incisioni:

### Versi senza cesura
Si tratta di quei versi brevi o semplici che non necessitano di incisioni rilevanti demandando la funzione di cesura al confine tra verso e verso.

### Versi a cesura fissa
SI tratta di quei versi la cui incisione è posta sempre nella stessa posizione ritmica, dividendo il verso in due emistichi la cui struttura è fissa: è il caso del pentametro dattilico, secondo elemento del distico elegiaco, formato da due hemiepes sempre separati da cesura:
Odi et amo. Quare id faciam fortasse requiris (esametro dattilico=)
nēs-cĭ-ŏ,/sēd-fĭ-ĕ/rī || sēn-tĭ-o_ĕt/ēx-crŭ-cĭ/or (pentametro)
Nella versificazione italiana hanno cesura fissa i versi doppi, o accoppiati. La produzione poetica in lingua italiana documenta doppi quinari, doppi senari, doppi settenari, doppi ottonari e doppi novenari. All'infuori del doppio settenario tali versi ebbero fortuna principalmente nel XIX secolo. Il settenario doppio era invece noto nel medioevo come Alessandrino, ed è documentato dal Contrasto di Cielo d'Alcamo. Con la seconda metà del XIII secolo smise però di essere usato in favore dell'endecasillabo. Ricompare nel Settecento come Martelliano (dal nome del poeta Pier Iacopo Martelli che lo adoperò nelle sue tragedie riscuotendo un effimero successo in campo teatrale.

### Versi con cesura mobile
In italiano abbiamo un solo verso con cesura mobile, ed è l'endecasillabo.